# Dringenburg
Dringenburg ist ein Ortsteil der Gemeinde Wiefelstede im niedersächsischen Landkreis Ammerland in Deutschland.

## Geographie
Der Ort, etwa vier Kilometer nördlich von Wiefelstede, ist eine Streusiedlung mit 272 Einwohnern (Stand: 1. Januar 2007). Um die kleinen Baggerseen herum haben sich im Laufe der letzten Jahre zahlreiche Freizeitanlagen etabliert, die den Ortsteil als Naherholungsgebiet bekannt machen.

## Geschichte

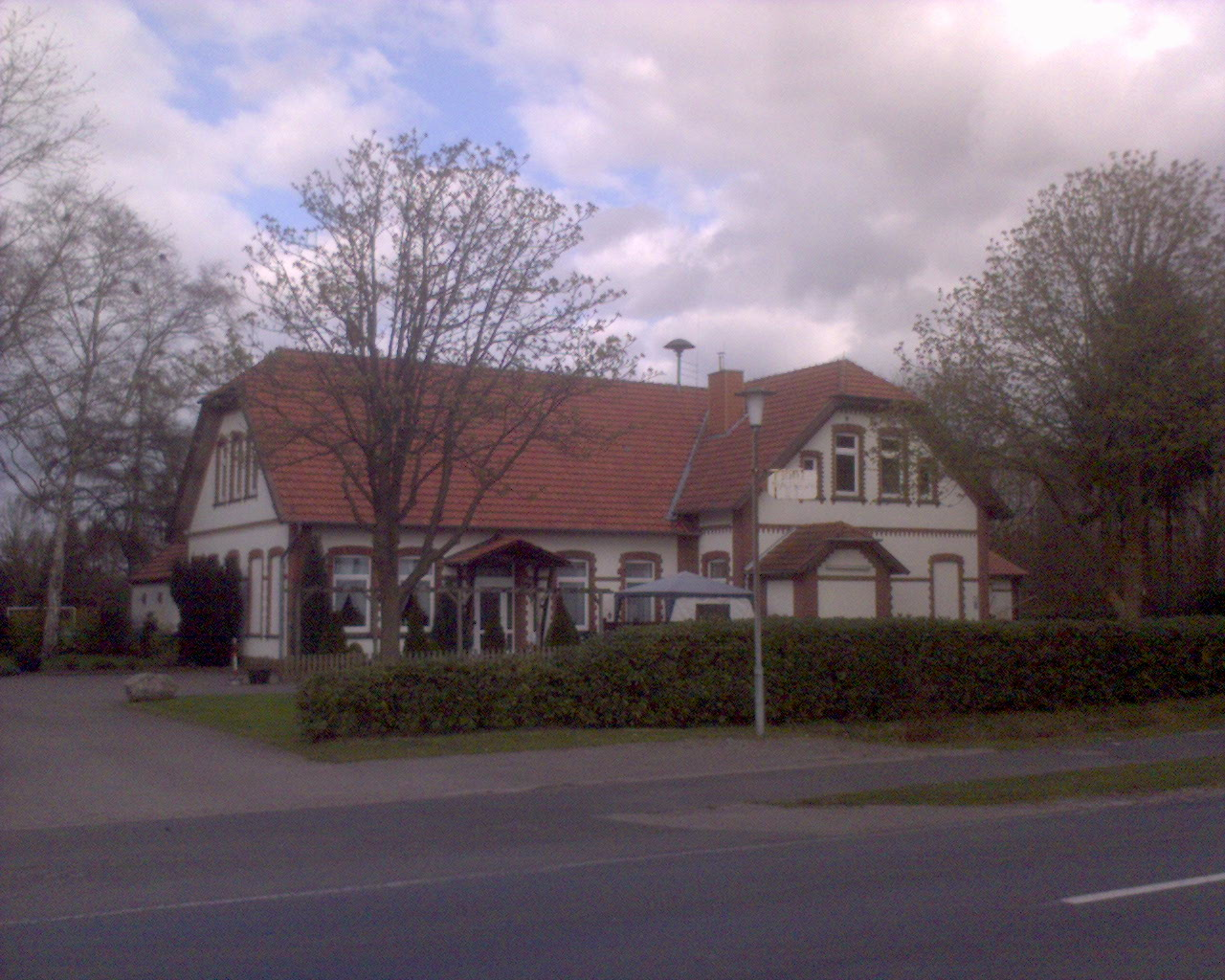
Die Alte Schule Dringenburg

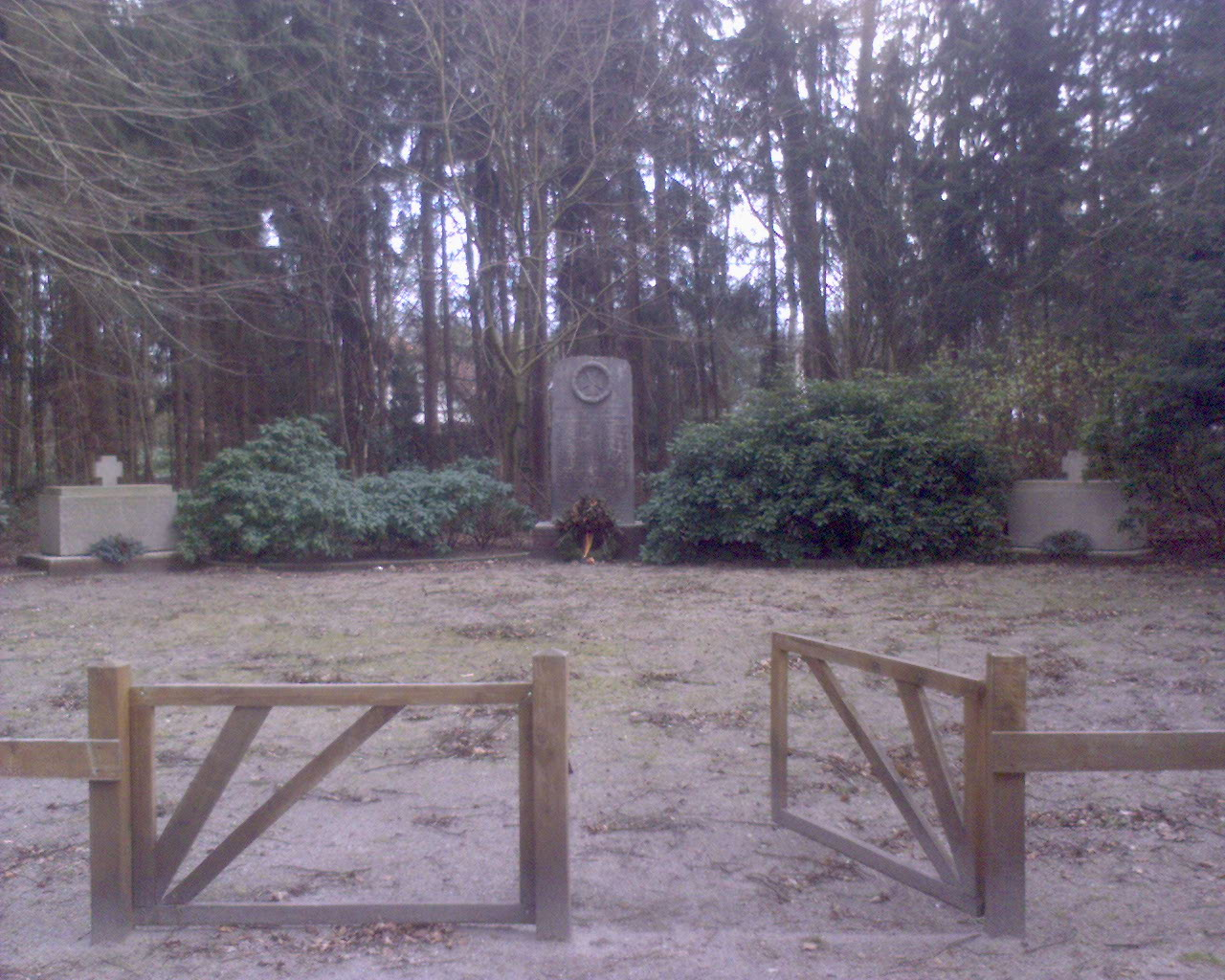
Die Gedenkstätte am Tegelbuschweg

### Die Dringenburg
Die Dringenburg (1383 Dringenborch) wurde wahrscheinlich von Graf Konrad I. in der ersten Hälfte des 14. Jahrhunderts an der Friesischen Heerstraße als Grenzfestung erbaut. Sie wurde nur ein einziges Mal 1383 in der historischen Überlieferung erwähnt. Es handelt sich um eine Gräftenburg mit Hauptburg und Vorburg. Die gesamte Anlage war etwa 125 × 75 Meter groß. 1577 war die Burg bereits verfallen.
Unter Dieter Zoller wurde in den frühen 1970er Jahren eine sechsjährige Flächengrabung durchgeführt. Die Hauptburg hatte eine Größe von 23 × 23 Metern, die Seiten waren von einem Palisadenzaun eingefasst. Auf dem Burgplatz befand sich ein einschiffiger Pfostenbau mit einer Länge von 12 Metern und einer Breite von 7 Metern. Es gab eine zweite Bauphase, bei der das Gebäude abgetragen und durch einen turmartigen Bau mit massivem Findlingsfundament ersetzt wurde. Auf der 45 × 32 m großen Vorburg standen Wirtschaftsgebäude. Zwei Holzbrücken verbanden die Vorburg mit der Hauptburg und dem umgebenden Gelände. Eine Art Notbrücke verlief über den Burggraben der Hauptburg nach Süden.

### Moderne
Seit 1849 gab es in Dringenburg eine Grundschule, die 1972 wieder aufgehoben wurde. Am Tegelbuschweg befindet sich ein Kriegerdenkmal für die Kriegstoten der beiden Weltkriege aus den Dörfern Mollberg, Lehe, Hollen und Dringenburg.

## Verkehr und Arbeit

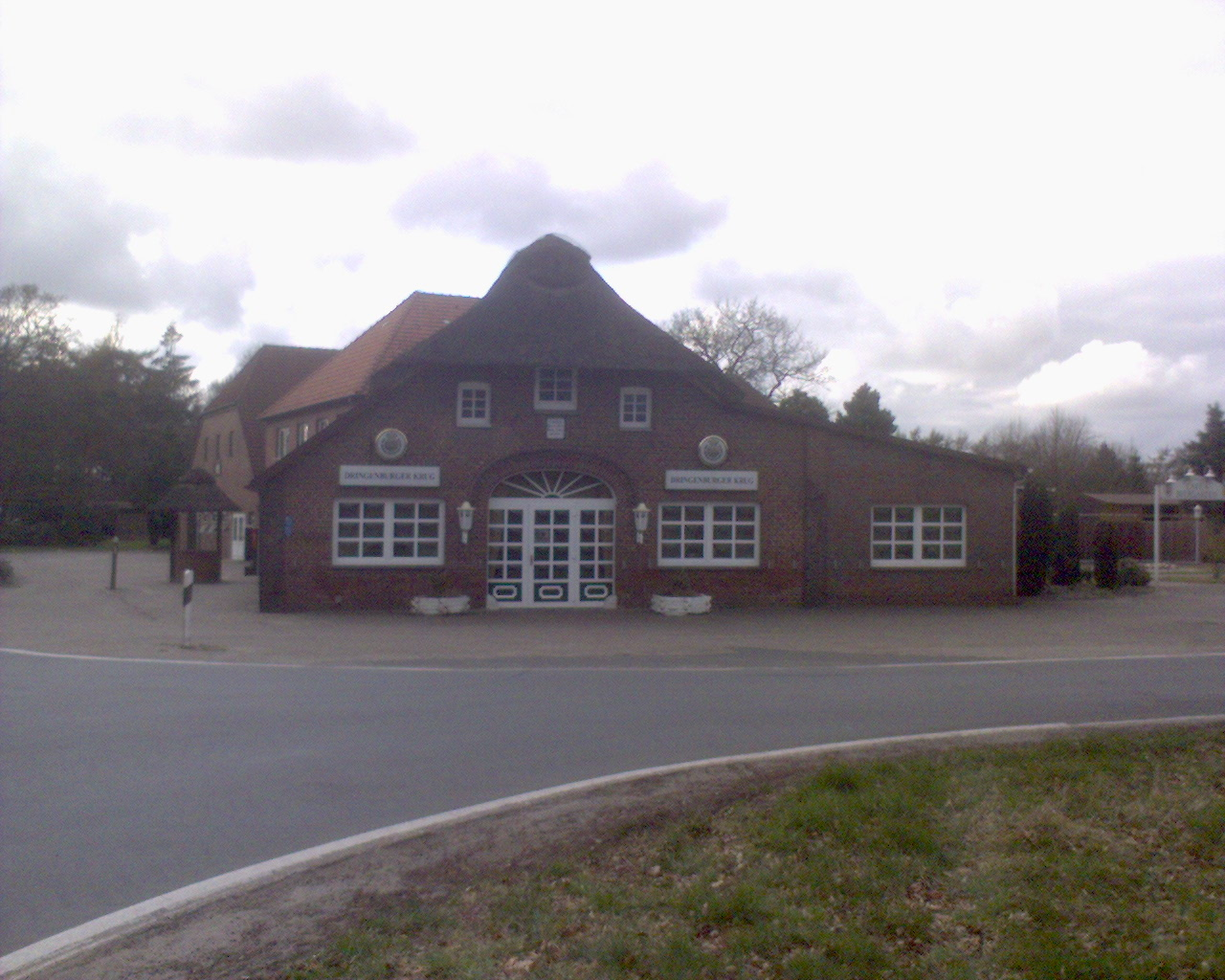
Dringenburger Krug

Dringenburg wird durch die Omnibuslinie 330 der Weser-Ems Bus von Oldenburg nach Conneforde über Wiefelstede bedient. Die beiden Haltestellen sind an der alten Schule und am Dringenburger Krug.
Zukünftig soll auch die umstrittene, ursprünglich als Küstenautobahn A 22 geplante Verlängerung der A 20 durch das Dringenburger Moor führen, wobei Dringenburg eine eigene Autobahnabfahrt bekommen soll.
Der größte Arbeitgeber ist die seit 1989 hier ansässige Molkerei Ammerland. Das 1885 gegründete Unternehmen, das über 1900 aktive Milchlieferanten zählt, steigerte die Milchmenge auf 1155,8 Mio. kg (2011). Die Marke Ammerländer wird in über 50 Länder exportiert.